# هيئة القيادة (رواية)
هيئة القيادة Command Authority هي رواية إثارة تقنية للكاتب الأمريكي توم كلانسي، بالاشتراك مع مارك غريني، ونشرت في 3 ديسمبر 2013.
وهي آخر رواية لكلانسي وصدرت بعد وفاته بشهرين. وظهرت في المرتبة الأولى في قائمة أفضل الكتب مبيعًا في نيويورك تايمز.

## القصة
تدور أحداث الرواية خلال الحرب الباردة وبعد أحداث رواية «ناقل التهديد» (2012)، وتدور أحداثها حول الرئيس جاك رايان ووكالة «الكامبوس» الاستخباراتية الأمريكية، وتعاملهم مع الديكتاتور الروسي فاليري فولودين، وهي شخصية معروفة على نطاق واسع بأنها تشبه الرئيس الروسي الواقعي فلاديمير بوتين.